# Agilisaurus
Az Agilisaurus ('fürge gyík') a madármedencéjű dinoszauruszok egyik neme, amely a középső jura korban élt a mai Kelet-Ázsia területén. Neve a latin agilis ('fürge, gyors') és az ógörög σαυρος / szaürosz ('gyík') szavak összetételéből származik, és a könnyű felépítésű csontvázra, valamint a hosszú lábcsontok alapján kikövetkeztetett gyorsaságra utal. A sípcsont (az alsó lábszárcsont) hosszabb volt, mint a combcsont (a felső lábszárcsont), ami azt jelzi, hogy az állat rendkívül gyorsan, hosszú farkát egyensúlyozásra használva, két lábon futott, bár lehetséges, hogy legelés közben négy lábon mozgott. Kisméretű, körülbelül 1,2 méter hosszúságú növényevő volt, és a többi madármedencéjűhöz hasonlóan az alsó és felső állcsontja végén egy, a növényi anyagok darabolását segítő csőrszerű struktúrával rendelkezett.

## Felfedezés és történet
Egyetlen faját (az A. louderbackit) az amerikai geológus, az első, 1915-ben megtalált kínai, Szecsuan (Sichuan) tartománybeli dinoszaurusz fosszíliák felfedezője, Dr. George Louderback tiszteletére nevezték el. A nemet és a típusfajt a kínai őslénykutató, Peng Kuang-csou (Peng Guangzhou) nevezte el egy 1990-ben megjelent rövid cikkben, 1992-ben pedig részletes leírást adott róla közre.
Az A. louderbackihez tartozóan egyetlen teljes csontváz került elő, amely a legteljesebb kis madármedencéjű fosszília volt, amire addig rátaláltak. Csak a bal mellső és hátsó láb néhány darabja veszett el, melyeket a jobb oldali megfelelőik alapján sikerült rekonstruálni.
Ezt a csontvázat valójában a leletet jelenleg is őrző Zigongi Dinoszaurusz Múzeum építése közben fedezték fel. A múzeum gyűjteményében sok olyan dinoszaurusz maradványa található, amelyet a Zigong városán kívül fekvő híres Tasanpu (Dashanpu)-formációban, a kínai Szecsuan (Sichuan) tartományban találtak meg, ilyen például az Agilisaurus, a  Xuanhanosaurus, a Shunosaurus és a Huayangosaurus is. A lelőhely az Alsó Sahszimiao (Shaximiao)-formáció (más néven a Hsziasahszimiao (Xiashaximiao)-formáció) középső jura kori, bathi–callovi korszakbeli, körülbelül 168–161 millió évvel ezelőtti üledékét tartalmazza.

## Taxonómia

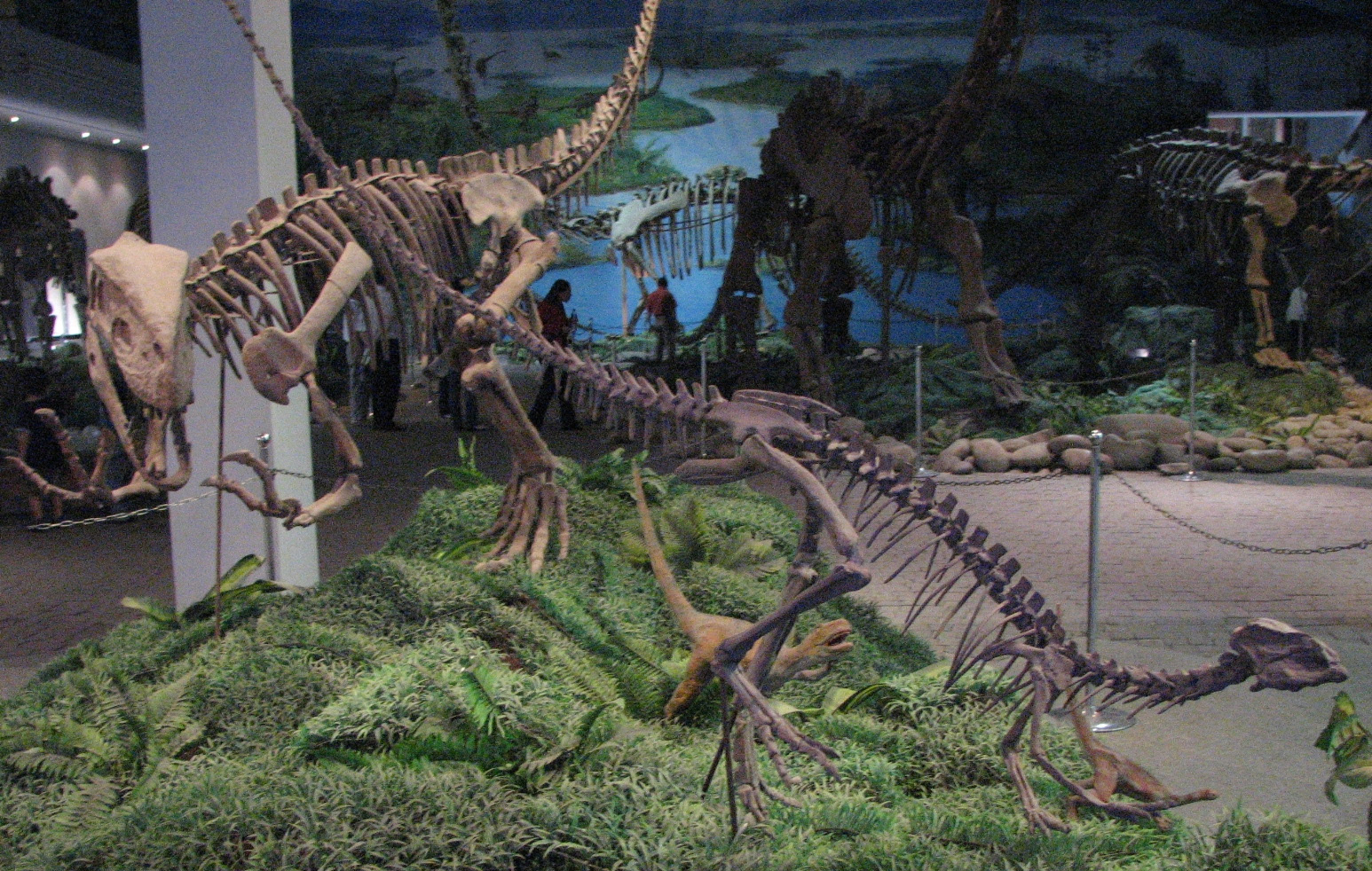
A jobb oldalon: az Agilisaurus felállított csontváza a Zigongi Dinoszaurusz Múzeumban

Teljessége ellenére az Agilisaurust a madármedencéjűek családfájának több különböző pontján is elhelyezték. Eredetileg a Fabrosauridae családba sorolták be, melyet sok őslénykutató már nem tart érvényesnek.
Az Agilisaurust több újabb keletű tanulmány, köztük kladisztikus elemzések szerint is a Heterodontosauridae család tagjainál fejlettebb összes madármedencéjűt tartalmazó Euornithopoda csoport legbazálisabb tagjai közé tartozik.
A heterodontosauridákat azonban általánosságban nem tekintik ornithopodáknak, és úgy tartják, hogy közelebbi rokonságban állnak a ceratopsiákat és pachycephalosaurusokat tartalmazó Marginocephalia alrenddel. Egy újabb keletű kladisztikus elemzés az Agilisaurust a Marginocephalia felé vezető ágon levő pozícióban, a heterodontosauridákhoz viszonyítva bazálisnak találta.
Az Agilisaurus számára más pozíciókat is megjelöltek, például az ornithopodákhoz és a marginocephaliákhoz viszonyítva bazális madármedencéjűként is elhelyezték.

### Lehetséges második faj
A részletesebb 1992-es leírásban Peng az Agilisaurus egy újabb faját is megemlítette. Ez a faj korábban Yandusaurus multidens néven vált ismertté. Mivel nem tartozott a Yandusaurus nemhez, de hasonlított az A. louderbackira, az Agilisaurus multidens nevet kapta.
Más tudósok nem voltak meggyőződve arról, hogy a faj a Yandusaurushoz vagy az Agilisaurus tartozik, és 2005-ben újra átsorolták, ezúttal Hexinlusaurus multidens néven, egy saját nemet hozva létre a számára. Több tanulmány is egyetért azzal, hogy ez a faj valamelyest fejlettebb, mint az Agilisaurus. A Yandusaurus és a Hexinlusaurus egyaránt a Dashanpu-lelőhelyről kerültek elő.

## Ősbiológia
Az Agilisaurus a szklerotikus gyűrűinek a modern madarakéval és hüllőkével való összehasonlítása alapján nappal aktív (diurnális) állat volt, eltérően a nagyobb növényevő dinoszauruszoktól, melyek nappali, rövid időszakokra aktív életmódot folytattak.

## Fordítás
- Ez a szócikk részben vagy egészben az Agilisaurus című angol Wikipédia-szócikk ezen változatának fordításán alapul.  Az eredeti cikk szerkesztőit annak laptörténete sorolja fel. Ez a jelzés csupán a megfogalmazás eredetét és a szerzői jogokat jelzi, nem szolgál a cikkben szereplő információk forrásmegjelöléseként.